# Antonio José Valín Valdés
Antonio José Valín Valdés (Ribadeo, 24 febbraio 1968) è un vescovo cattolico spagnolo, dal 25 maggio 2024 vescovo di Tui-Vigo.

## Biografia
Antonio José Valín Valdés è nato a Ribadeo il 24 febbraio 1968.

### Formazione e ministero sacerdotale
Ha completato l'istruzione secondaria obbligatoria e il liceo presso il Collegio "Sacro Cuore" e l'Istituto "Dionisio Gamallo" nella sua città natale.
Nell'ottobre del 1986 è entrato nel seminario diocesano di Santiago di Compostela. Ha frequentato l'Istituto teologico compostelano, dove ha conseguito il baccalaureato e poi la licenza in teologia nel 1992. In seguito ha ottenuto il master in comunicazione cristiana presso la Pontificia Università di Salamanca.
Il 14 febbraio 1993 è stato ordinato presbitero per la diocesi di Mondoñedo-Ferrol nella cattedrale diocesana da monsignor José Gea Escolano. Ha prestato servizio come formatore e professore presso il seminario reale conciliare "Santa Caterina" a Mondoñedo dal 1992 al 1999; vice-delegato della pastorale giovanile della vicaria di Ferrol dal 1999; parroco della parrocchia di Santa Maria Maggiore a San Sadurniño dal 1999 al 2001; direttore della residenza universitaria "Domus Ecclesiae" di Ferrol dal 2000; rettore del seminario minore di Mondoñedo dal 2001; delegato diocesano per la pastorale vocazionale dal 2002 all'agosto del 2022; consigliere del Colectivo Campamento Diocesano dal 2003 al 2024; direttore spirituale del seminario maggiore dal 2006; arciprete di Terra Chá dal 2006 al 2009; delegato vescovile per la pastorale dell'infanzia e della gioventù dal 2007 all'agosto del 2022; membro dell'équipe sacerdotale di Vilalba-Abadín-Xermade dal 2007 al 2012; direttore spirituale del seminario maggiore e minore dal 2011; parroco di San Giacomo Maggiore a Foz e di altre parrocchie della zona dal 2012 al 2019; arciprete di Mondoñedo negli anni 2012, 2016 e 2019; segretario pastorale dal 2015 al 2016; delegato per il giubileo straordinario della misericordia dal 2015; formatore dei seminaristi minori diocesani dal 2019; vicario episcopale per l'evangelizzazione dal 2017; canonico del capitolo della cattedrale dell'Assunzione di Maria Vergine a Mondoñedo dal 2018 al 2024; parroco in solido moderatore dell'unità di pastorale di Foz (composta dalle parrocchie di San Giacomo Maggiore a Fazouro, di San Giacomo Maggiore a Foz, di San Martino a Mondoñedo, di San Giovanni a Nois, di San Michele a Reinante, di San Giacomo Maggiore a Reinante, di Sant'Acisclo a Valadouro, di Santa Cilla a Valadouro, di San Giovanni a Vilamartín Pequeno e di San Giovanni a Vilaronte) dal 2019 al 2024; amministratore diocesano dal 21 dicembre 2020  al 4 settembre 2021 e vicario generale e moderatore della curia dal 6 settembre 2021.
È stato anche professore presso la Scuola superiore di scienze religiose "Sant'Agostino" e la Scuola diocesana di teologia e membro della delegazione per la pastorale vocazionale, del consiglio presbiterale, del collegio dei consultori, del consiglio di governo diocesano, del consiglio pastorale diocesano  e del consiglio diocesano per gli affari economici fino al dicembre del 2022.
Ha collaborato al programma El Espejo de la diocesi di COPE Ferrol e con la rivista Dumio.

### Ministero episcopale
Il 25 maggio 2024 papa Francesco lo ha nominato vescovo di Tui-Vigo. Nella sua prima lettera dopo la nomina a vescovo ha sottolineato di volere: "condividere chi sono, i miei sogni, le speranze, la gioia della fede e la passione per il Vangelo e il Regno del Signore, soprattutto con i più poveri e scartati in la nostra società". La mattina del 19 luglio ha emesso la professione di fede e pronunciato il suo giuramento di fedeltà alla Sede Apostolica presso la curia vescovile di Tui. Ha ricevuto l'ordinazione episcopale il giorno successivo nella cattedrale di Santa Maria a Tui dall'arcivescovo metropolita di Santiago di Compostela Francisco José Prieto Fernández, co-consacranti l'arcivescovo Bernardito Cleopas Auza, nunzio apostolico in Spagna e Andorra, e il vescovo di León Luis Ángel de las Heras Berzal. Durante la stessa celebrazione ha preso possesso della diocesi. Il 21 luglio alle ore 18 ha presieduto la sua prima messa nella concattedrale di Santa Maria a Vigo.
In seno alla Conferenza episcopale spagnola è membro della commissione per la pastorale sociale e la promozione umana dal novembre del 2024.
È il terzo vescovo nativo di Ribadeo. Gli altri furono il cardinale Pedro Gómez Sarmiento de Villandrando (1478 - 1541) e Laureano Vérez de Acevedo (1844 - 1920).

## Genealogia episcopale
La genealogia episcopale è:
- Cardinale Scipione Rebiba
- Cardinale Giulio Antonio Santori
- Cardinale Girolamo Bernerio, O.P.
- Arcivescovo Galeazzo Sanvitale
- Cardinale Ludovico Ludovisi
- Cardinale Luigi Caetani
- Cardinale Ulderico Carpegna
- Cardinale Paluzzo Paluzzi Altieri degli Albertoni
- Papa Benedetto XIII
- Papa Benedetto XIV
- Papa Clemente XIII
- Cardinale Marcantonio Colonna
- Cardinale Giacinto Sigismondo Gerdil, B.
- Cardinale Giulio Maria della Somaglia
- Cardinale Carlo Odescalchi, S.I.
- Cardinale Costantino Patrizi Naro
- Cardinale Serafino Vannutelli
- Cardinale Domenico Serafini, Cong. Subl. O.S.B.
- Cardinale Pietro Fumasoni Biondi
- Cardinale Antonio Riberi
- Cardinale Ángel Suquía Goicoechea
- Cardinale Antonio María Rouco Varela
- Arcivescovo Julián Barrio Barrio
- Arcivescovo Francisco José Prieto Fernández
- Vescovo Antonio José Valín Valdés